# تلاجرد
تلاجرد (تلاگرد) در گویش محلی تلگیرد یکی از محله‌های قدیمی شهر نیشابور ایران است.
تلاجرد در جنوب غربی شهر قدیم نیشابور قرار داشته. و در کنار آرامگاه فعلی خیام نیشابوری و در فاصله دویست متری شرق آرامگاه عطار نیشابور و شادیاخ است در این مکان امروزه گورستانی بنام خرمبک قرار دارد که قسمتی کوچک از گورستان باستانی این منطقه است
گفته شده که تلاجرد و محله قدیمی شادیاخ نزدیک هم بوده‌اند.
آرامگاه امام‌الحرمین جوینی و امامزاده محروق در تلاجرد قرار دارد.بر پایهٔ داده‌های در: 
گورستانی به نام خیرق در شمال تلاجرد بالا واقع بوده که پس از آن گورستان دیگری به نام سردمیدان قرار داشته. نام‌آوران زیادی در خیرق به خاک سپرده شده‌اند.